# Данков
Данков (на руски: Данков) е град в Русия, административен център на Данковски район, Липецка област. Населението на града към 1 януари 2018 е 19 017 души.